# Vasile Mogoș
Vasile Mogoș (* 31. Oktober 1992 in Vaslui) ist ein rumänischer Fußballspieler.

## Karriere

### Verein
Die Anfänge seiner Karriere liegen in Italien bei ACD Asti Calcio. Zur Saison 2012/13 wechselte er zu Real Vicenza VS, ein Jahr später zog er weiter zum AC Delta Porto Tolle. Dort endete im Sommer 2014 sein Vertrag, einen neuen Klub hatte er zunächst nicht. Mit dem FC Lumezzane fand er wenig später eine neue Karrierestation, von der er nach einem Jahr weiter zu Teramo Calcio ging. Nach zwei Monaten wechselte er im September 2015 zu AC Reggiana 1919. Anfang 2017 unterschrieb er mit Ascoli Calcio erstmals mit einem Klub der Serie B einen Vertrag. Anschließend spielte er noch für US Cremonese, Chievo Verona und den FC Crotone.
Zur Spielrunde 2023/24 kehrte er nach Rumänien zurück und schloss sich CFR Cluj an.

### Nationalmannschaft
Sein Debüt für die A-Nationalmannschaft gab er am 15. November 2019, als er bei einer 0:2-Niederlage gegen Schweden in der Qualifikation für die Europameisterschaft 2020 in der Startelf war. Weitere Einsätze hatte er danach in einem Freundschaftsspiel, in einem Spiel der Nations League 2018/19 sowie in einem WM-Qualifikationsspiel.
Erst im März 2024 wurde er wieder berücksichtigt und für die Vorbereitungsspiele für die Europameisterschaft 2024 nominiert. Auch dem Turnierkader bei der Endrunde gehörte er anschließend an.